# Nathaniel Wood
Nathaniel Wood, (Londres, 5 de Agosto de 1992) é um lutador profissional de artes marciais mistas que atualmente compete pelo UFC na categoria dos galos.

## Carreira no MMA

### Ultimate Fighting Championship
Wood fez sua estreia no UFC contra Johnny Eduardo em 1 de Junho de 2018 no UFC Fight Night: Rivera vs. Moraes. Ele venceu via finalização no segundo round. Esta luta lhe rendeu seu primeiro bônus de performance da noite.
Wood era esperado para enfrentar Tom Duquesnoy em 29 de Dezembro de 2018 no UFC 232: Jones vs. Gustafsson II.  Entretanto, Dusquenoy teve que se retirar da luta devido a uma lesão e foi substituído por Andre Ewell. Ele venceu via finalização no terceiro round.
Wood enfrentou José Alberto Quiñónez em 16 de março de 2019 no UFC Fight Night: Till vs. Masvidal. Ele venceu via finalização no segundo round.
Sua quarta luta na organização veio em 15 de fevereiro de 2020 contra John Dodson no UFC Fight Night: Anderson vs. Błachowicz 2. Ele perdeu por nocaute técnico no terceiro round.

## Cartel no MMA
| Cartel no MMA   |             |            |
| 23 lutas        | 18 vitórias | 5 derrotas |
| Por nocaute     | 9           | 2          |
| Por finalização | 5           | 2          |
| Por decisão     | 4           | 1          |

| Res.    | Cartel | Oponente              | Método                               | Evento                                       | Data       | Round | Tempo | Local                  | Notas                                              |
| ------- | ------ | --------------------- | ------------------------------------ | -------------------------------------------- | ---------- | ----- | ----- | ---------------------- | -------------------------------------------------- |
| Derrota | 18-5   | Charles Rosa          | Decisão (unânime)                    | UFC Fight Night: Blaydes vs. Aspinall        | 23/07/2022 | 3     | 5:00  | Londres                |                                                    |
| Derrota | 17-5   | Casey Kenney          | Decisão (unânime)                    | UFC 254: Khabib vs. Gaethje                  | 24/10/2020 | 3     | 5:00  | Abu Dhabi              | Luta da Noite.                                     |
| Vitória | 17-4   | John Castaneda        | Decisão (unânime)                    | UFC on ESPN: Whittaker vs. Till              | 25/07/2020 | 3     | 5:00  | Abu Dhabi              |                                                    |
| Derrota | 16-4   | John Dodson           | Nocaute Técnico (socos)              | UFC Fight Night: Anderson vs. Błachowicz 2   | 15/02/2020 | 3     | 0:16  | Rio Rancho, New Mexico |                                                    |
| Vitória | 16-3   | José Alberto Quiñónez | Finalização (mata leão)              | UFC Fight Night: Till vs. Masvidal           | 16/03/2019 | 2     | 2:46  | Londres                |                                                    |
| Vitória | 15-3   | Andre Ewell           | Finalização (mata leão)              | UFC 232: Jones vs. Gustafsson II             | 29/12/2018 | 3     | 4:12  | Inglewood, California  |                                                    |
| Vitória | 14-3   | Johnny Eduardo        | Finalização (estrangulamento d’arce) | UFC Fight Night: Rivera vs. Moraes           | 01/06/2018 | 2     | 2:18  | Utica, New York        | Estreia no UFC; Performance da Noite.              |
| Vitória | 13-3   | Luca Iovine           | Nocaute (soco)                       | Cage Warriors 92                             | 24/03/2018 | 1     | 0:50  | Londres                | Defendeu o cinturão peso galo do Cage Warriors.    |
| Vitória | 12-3   | Josh Reed             | Nocaute Técnico (socos)              | Cage Warriors 86                             | 17/09/2017 | 1     | 2:19  | Londres                | Defendeu o cinturão peso galo do Cage Warriors.    |
| Vitória | 11-3   | Marko Kovacevic       | Nocaute (socos)                      | Cage Warriors 84                             | 02/06/2017 | 1     | 3:41  | Londres                | Ganhou o cinturão peso galo vago do Cage Warriors. |
| Vitória | 10-3   | Vaughan Lee           | Nocaute Técnico (socos)              | Cage Warriors 82                             | 01/04/2017 | 2     | 4:22  | Liverpool              |                                                    |
| Vitória | 9-3    | Chase Morton          | Finalização (mata leão)              | Bellator 158                                 | 16/07/2016 | 2     | 0:48  | Londres                |                                                    |
| Derrota | 8-3    | Alan Philpott         | Nocaute Técnico (interrupção médica) | BAMMA 24: Ireland vs. England                | 26/02/2016 | 3     | 3:40  | Dublin                 | Pelo cinturão peso galo do BAMMA.                  |
| Vitória | 8-2    | Bryan Creighton       | Decisão (unânime)                    | BAMMA 23: Night of Champions                 | 14/11/2015 | 3     | 5:00  | Birmingham             |                                                    |
| Vitória | 7-2    | Thiago Aguiar         | Decisão (unânime)                    | Phoenix Fight Night 27                       | 12/09/2015 | 3     | 5:00  | Bournemouth            |                                                    |
| Derrota | 6-2    | Mike Cutting          | Finalização (chave de braço)         | BAMMA 18: Duquesnoy vs. Klaczek              | 21/02/2015 | 1     | 3:26  | Wolverhampton          |                                                    |
| Vitória | 6-1    | Steve McCombe         | Nocaute Técnico (lesão)              | Cage Warriors 74                             | 15/11/2014 | 1     | 2:23  | Londres                |                                                    |
| Vitória | 5-1    | Alexander Bilobrovka  | Finalização (triângulo)              | UCMMA 39                                     | 03/05/2014 | 1     | 0:34  | Londres                |                                                    |
| Derrota | 4-1    | Ed Arthur             | Finalização (mata leão)              | BAMMA 15: Thompson vs. Selmani               | 05/04/2014 | 3     | 1:48  | Londres                |                                                    |
| Vitória | 4-0    | Abdullah Saleh        | Nocaute (soco)                       | UCMMA 38                                     | 01/02/2014 | 1     | 0:22  | Londres                |                                                    |
| Vitória | 3-0    | Grisha Adams          | Finalização (triângulo)              | UCMMA 35                                     | 03/08/2013 | 1     | 3:01  | Londres                |                                                    |
| Vitória | 2-0    | Damo Weeden           | Nocaute (socos)                      | Fusion Fighting Championship - Reality Check | 09/02/2013 | 2     | 2:10  | Londres, Inglaterra    |                                                    |
| Vitória | 1-0    | James Humphries       | Nocaute Técnico (socos)              | Fusion Fighting Championship – Breakthrough  | 18/02/2012 | 2     | 0:33  | Londres, Inglaterra    |                                                    |